# Max Burda
Max Burda (* 16. August 1893 in Groß Strehlitz, Provinz Schlesien; † 6. März 1963 in Rellingen) war ein deutscher Postbeamter und Kommunalpolitiker der NSDAP. Von 1933 bis 1944 war er Oberbürgermeister der Stadt Ratibor im preußischen Regierungsbezirk Oppeln.

## Leben
Burda schlug nach der Schulausbildung eine Ausbildung zum Postbeamten ein und stieg bis zum Oberpostsekretär auf. Er trat zum 1. Oktober 1931 der NSDAP bei (Mitgliedsnummer 673.934) und wurde am 1. Oktober 1933 für zwölf Jahre zum Oberbürgermeister in Ratibor ernannt. Daneben war er spätestens seit 1934 auch Gauamtsleiter der NSDAP.
1936 wurde in Ratibor vom NS-Rechtswahrerbund ein Ehrengerichtsverfahren gegen seinen Amtsvorgänger Adolf Kaschny eingeleitet, dem politische Unzuverlässigkeit vorgeworfen wurde. Das Verfahren wurde bald darauf eingestellt.
Burda blieb nicht die gesamte Zeit von zwölf Jahren im Amt, sondern trat zum 1. Juni 1944 noch vor Vollendung seines 61. Lebensjahres in den vorzeitigen Ruhestand. Sein Nachfolger wurde kommissarisch der bisherige Erste Bürgermeister Alphons Niklasch. Burda verließ die Stadt kurz vor dem Einmarsch der Roten Armee 1945 und entzog sich der Verantwortung.
Der preußische Ministerpräsident Hermann Göring ernannte Burda am 30. Januar 1935 zum Preußischen Provinzialrat. Außerdem war Burda Mitglied mehrerer Aufsichts- und Verwaltungsräte, u. a. war er Mitglied des Aufsichtsrats der Oberschlesischen Luftverkehrs A.-G., Gleiwitz.
Während seiner Amtszeit wurde Ratibor scherzhaft auch Burda-Pest genannt.

## Schriften
- Ratibor. Die wirtschaftliche Entwicklung der Stadt im Laufe der Jahrhunderte. In: Oberschlesien 1935, S. 144f.